# Nemtom
A NEMTOM zenekar 1997-ben alakult Tatabányán.

## Alapító tagok
- Benkő Benedek (Bence) - dob, ének, később ritmusgitár
- Kucsera Róbert (Dzserri) - basszusgitár, ének
- Fehér Ferenc (Fecó) - gitár
- Hamburger Ferenc (Hambi) - szintetizátor (1998-tól)

## Albumok
- Hetente változik (demo, kazetta)
- Alapvetően délben reggeliznék inkább (2004)
- Érőlény (2008)

## Külső hivatkozások
- Egységes Regionális Információs Közművelődési Adatbázis[halott link]
- Mymusic.hu
- A zenekar honlapja